# 浦上車庫停留場
浦上車庫停留場（日语：／ Urakami Shako teiryūjō */?），又稱浦上車庫電車站，是位於長崎縣長崎市大橋町，長崎電氣軌道本線的電車站。車站編號為17。
正如站名作示，此電車站鄰接長崎電氣軌道的浦上車庫，該處有許多車輛停泊。另外，通勤時段設有電車以此站作為終點站，也有許多出入廠電車。部分電車會在站進行電車司機交班。

## 歷史
此電車站是在本線大橋至住吉之間開通後3年後的1953年（昭和28年）啟用。在車站啟用同月，於電車站旁開設長崎電氣軌道車庫。車庫當初名為西町車廠，而此電車站也名為西町車庫前停留場（日语：／）。
在1966年（昭和41年）電車站改名為浦上車庫前停留場（日语：／），新電車站名稱在公司內招募。在同一時期車廠的名稱也改名。在2018年（平成30年）為了明確標示車庫位置，因此刪去「前」字，改名為浦上車庫停留場。

### 年表
- 1953年（昭和28年）8月1日 - 西町車庫前停留場啟用[4]。同月，西町車庫落成（為電車和巴士車廠）[2][3]。
- 1966年（昭和41年）9月20日 - 電車站改名為浦上車庫前停留場[4]。同月，西町車庫改名為浦上車庫[3]。
- 1971年（昭和46年） - 浦上車庫變為電車專用車庫[1]。
- 1979年（昭和54年）7月31日 - 浦上車廠重建完成[6][7]。
- 2002年（平成14年）4月11日 - 上行赤迫方向月台重建[8]。在5月9日，下行長崎站前方向月台重建[8]。
- 2018年（平成30年）8月1日 - 電車站改名為浦上車庫停留場[5][9]。

## 電車站構造
電車站是建造在專用軌道上。電車站設有3面2線的低地台相對式月台。從岩屋橋望向此站，左邊為長崎站前方向月台，右邊為赤迫方向月台。
當中長崎站前方向月台共有兩座。在兩座月台之間的路軌上設有分支路軌，該路軌為浦上車庫的入出廠線。這個設計是方便電車出廠時，另一架行走中的電車可停靠在靠近岩屋橋一方的月台上落客，以提早運輸效率。而電車離開車庫時向長崎站前方向出發會到達另一座長崎站前月台，該月台也可讓乘客乘車。而該月台沒有上蓋。電車站靠近岩屋橋一方設有渡線。

### 運行系統
此電車站是本線電車站之一。當中1、2、3系統駛入此站。

### 浦上車庫
浦上車庫是長崎電氣軌道的車廠之一。八成車輛會停泊在該處，該處也設有車輛工場。而車庫位於電車路軌與JR長崎本線之間的空間。電車路軌中設有2條出入廠線。車庫內設有0號線至13號線，當中6至11號線為檢查修理工場線，12、13號線為塗裝工場線。車庫建築物上方活用為停車場。
隨著路線延長，以及車輛增備和大型化，於1953年新設了西町車庫。在1966年改名為浦上車庫。當初車庫西邊用作停泊長崎電軌的巴士。在1971年專庫內的巴士部分轉讓給電車專用車庫。曾經車庫是把大村市內的第二十一海軍航空廠機庫遷移至此處，後來在1979年3月拆毀。在7月尾新車庫落成。後來在車庫上開設停車場。

## 使用狀況
根據「長崎電軌」的調査，以下為1日的上下車人次資料。
- 1998年 - 2,255人[15]
- 2015年 - 2,300人[16]

## 電車站周邊
電車站鄰近浦上車廠、長崎電軌本社屋、西町營業所、西町變電站和遠方遙控室。
- 國道206號（日语：国道206号）
- FamilyMart長崎三芳店
- 長崎自動車（日语：長崎自動車）（住吉（日语：住吉町 (長崎市)）方向、純心校前（日语：純心中学校・純心女子高等学校）方向、長崎站前方向）和長崎縣交通局（日语：長崎県交通局）（純心校前方向、長崎站前方向） 「岩屋橋」巴士站（位於國道206號和縣道上）

## 相鄰電車站
長崎電氣軌道
本線（■1號系統、□2號系統、■3號系統）
岩屋橋（16）－浦上車庫（17）－大橋（18）

## 注腳
1. 1 2 3 4  田栗 2005，第53頁.
2. 1 2 3 4  田栗 2005，第158頁.
3. 1 2 3 4 5  100年史，第19頁.
4. 1 2 3  今尾 2009，第57頁.
5. 1 2  . 長崎電氣軌道. 2018-03-30  [2018-04-04]. （原始内容存档于2018-03-30） （日语）.
6. 1 2 3 4 5  田栗 2005，第54頁.
7. 1 2  田栗 2005，第157頁.
8. 1 2  田栗 2005，第156頁.
9. ↑  浅野孝仁. . 毎日新聞（地方版・長崎） (毎日新聞西部本社). 2018-07-31: 23 （日语）.
10. 1 2 3  100年史，第130頁.
11. 1 2 3 4 5  川島 2013，第45頁.
12. ↑  川島 2007，第117頁.
13. ↑  川島 2013，第54頁.
14. 1 2 3  100年史，第115頁.
15. ↑  田栗 & 宮川 2000，第49頁.
16. ↑  100年史，第124頁.
17. ↑  100年史，第176頁.